# Ugo Monticone
Ugo Monticone, né à Sherbrooke (Canada) le 7 août 1975, est un écrivain, conférencier, globe-trotteur et artiste pluridisciplinaire spécialisé dans les récits de voyage immersifs et les ciné-conférences,.
Il vit à Prévost au Québec et sa passion pour les voyages l'a amené à explorer plus de 50 pays.

## Biographie
Ugo Monticone a publié une douzaine de livres, dont des récits numériques immersifs qui ont été remarqués par la critique,,,.
Il est nommé Artiste de l’année dans les Laurentides en 2021 par le Conseil des arts et des lettres du Québec,. Son premier roman de fiction, U, est devenu finaliste au Grand prix littéraire Archambault. Son roman numérique immersif, Le vendeur de goyaves, a remporté le Grand prix Boomerang - le meilleur du numérique,,. Son livre Tracés de voyage est un récit de voyage intégrant des animations en réalité augmentée, qui a été finaliste aux Prix Numix 2021, la plus haute distinction en créativité numérique au Québec,,.
Le Cumulus Machinus (2024), est un roman jeunesse illustré par Orbie. Il est lauréat du Prix illustration jeunesse du Salon du livre de Trois-Rivières 2024 et a été finaliste au Prix TD, le plus important prix en littérature jeunesse canadienne.
En 2025, il publie [re]Connexions humaines, un récit qui rassemble ses vingt rencontres les plus marquantes à travers le monde, illustrées en 3D par Simon Dupuis.

## Conférences et expositions
En plus de son travail d'écrivain, Ugo Monticone présente des ciné-conférences pour les Grands Explorateurs (Inde, Maroc, Japon, Guatemala, Bali, Terre de feu) où il partage ses expériences de voyage avec des spectateurs du Canada, de la Belgique, de la France et de la Suisse,.
Il a également exposé des œuvres en réalité augmentée issues de ses voyages dans plus de 30 centres d'exposition à travers le Canada et en Autriche.
Ugo Monticone fait partie du Répertoire « Culture à l'école » et offre des ateliers dans les établissements scolaires.

## Ouvrages
- Chroniques de ma résurrection (2001 - Ouest canadien)
- La terre des hommes intègres (2002 - Burkina Faso)
- Zhaole (2005 - Asie du Sud-Est)
- Aventures équatoriennes (2006 - Équateur)
- U (2006 - roman de fiction)
- Vieilles nouvelles (2008 - recueil de nouvelles)
- Les Découvertes de Papille au Maroc (2013 - livre jeunesse)
- Le vendeur de goyaves (2015 - Inde)
- Volcán (2018 - Guatemala)
- Tracés de voyage (2020 - rétrospective de ses 20 ans de voyage)
- Le Cumulus Machinus (2023 - livre jeunesse 7 ans et +)
- [re]Connexions humaines (2025 - 20 rencontres à travers le monde)[23]

## Prix et distinctions
- Lauréat du prix Prix Créateur ou créatrice de l'année des Laurentides remis par le Conseil des arts et des lettres du Québec lors des Grands prix de la culture des Laurentides (2021)[3],[24]
- Finaliste prix Numix 2021[25]
- Boursier du Conseil des arts et des lettres du Québec[26]
- Nommé l'auteur d'un "ouvrage incontournable québécois" par La Fabrique culturelle (Télé-Québec) 2018[27]
- Prix d’excellence en français Gaston-Miron (2016)[28]
- Grand Prix boomeranG : le meilleur du numérique (2015)[29]
- Nommé « Diplômé d’honneur » par le département de communication de l’Université de Montréal (2010)[30]
- Prix national et prix du public « Je prends ma place » octroyé par le Secrétariat à la jeunesse du Québec, l’Office franco-québécois pour la jeunesse et le ministère français de la Jeunesse, des Sports et de la Vie associative (2007)[5]